# 윌타인
오로크인(러시아어: Ороки, Oroks) 또는 자기 명칭인 윌타인(러시아어: ульта, 일본어: ウィルタ, Uilta/Ulta/Ulcha)은 러시아의 사할린섬 동부에 주로 거주하는 소수민족이다.
이들의 구전 역사는 울치족과의 연관성을 시사하며, 본래 본토의 암군강 유역에 살다가 사할린 섬으로 이주한 집단인 것으로 추정된다. 윌타인의 언어인 윌타어는 퉁구스어족의 남퉁구스어파에 속한다.
러시아에 거주하는 윌타인은 2010년 인구조사 기준 295명이며, 일본에 거주하는 윌타인의 경우 정확한 인구는 알 수 없으나 1989년에 홋카이도 아바시리시에서 20명 정도로 확인되었다.

## 명칭
'오로크'(Orok)라는 이름은 "가축 순록"을 의미하는 Oro에서 온 말로, 다른 퉁구스족이 이들을 가리키던 타칭에서 유래한 것으로 추정된다. 아이누족은 이들을 '오로코'라고 불렀다.
오로크인은 자신들을 '울타'(Ul'ta)라고 부르며, 이는 마찬가지로 가축 순록이라는 뜻의 오로크어 Ula에서 온 말이다. 집단에 따라 나니(Nani)라는 자칭도 쓰였다. 종종 오로치족(오로촌족)이나 우데게족 등의 인근 민족들과 명칭이 혼동되었다.

## 같이 보기
- 사할린섬
- 니브흐인
- 아이누인